# Зоряне небо
Можливо, Ви мали на увазі Небесну сферу
«Зо́ряне не́бо» — цикл віршів Лесі Українки. Складається з п'яти поезій: «Зорі, очі весняної ночі!», «Єсть у мене одна…», «Моя люба зоря ронить в серце мені…», «Я сьогодні в тузі, в горі…», «В небі місяць зіходить смутний…».
Вперше надруковано у збірці «На крилах пісень», 1893, стор. 8 — 10, як цикл з чотирьох віршів. Остання, п'ята поезія («В небі місяць зіходить смутний…») друкувалася тут після циклу під заголовком «Зоря». У київському виданні збірки «На крилах пісень» ця поезія приєднана до циклу, заголовок знято. Поезія «Зоря» вперше надрукована в журналі «Зоря», 1891, № 12, стор. 227.
Автографи перших чотирьох поезій не збереглися. Автограф п'ятої поезії — ІЛІШ, ф. 7, № 124, арк. 61.
Датується орієнтовно 1891 р.